# عباس عبد الله سراج
عباس عبد الله شيخ سراج (1985-2017) هوَ وزير الأشغال العامة والإسكان في الصومال، ويُعتبر أصغر من تقلدَ منصب وزير في الصومال، بعد أن عينه رئيس الحكومة حسن علي خيري ليشغل منصب وزير الأشغال العامة والإسكان.
وُلد عباس سراج في عام 1985، حيثُ نَشأ في مُخيمات بلدة داداب في كينيا.

## وفاته
في 3 مايو 2017 قُتل وزير الأشغال عباس سراج في إطلاق نار حصلَ بالقرب من مُجمع القصر الرئاسي في مقديشو، ولم تُوضح حكومة الصومال ملابسات وَخلفية وفاته.
حسب الجزيرة.نت فقد أكد مصدر مُقرب من مكتب رئيس الوزراء الصومالي، أنَّ سيارة وزير الأشغال تعرضت لإطلاق نار من قِبل سيارة أُخرى كان يستقلها الحَرس الشَخصي للمراجع الصومالي العام نور فارح جمعالة، حيثُ أنَّ حرس المُراجع العام ارتابوا من أمر سيارة الوزير بعد رفضه التوقف، فقاموا بإطلاق النار على سيارته بشكلٍ مُباشر، مما أدى إلى إصابة وزير الأشغال بجروحٍ خطيرة وتُوفي فيما بعد في المُستشفى.
وقد ذكرت بعض المَصادر أنه قد تم القبض على عُنصرين من الحرس الشخصي للمراجع العام (المتورطين في إطلاق النار)، وقد ذكرَ المسؤول في الشرطة نور حسين لوكالة رويترز أنَّ قوات الأمن قابلت سيارة تسد الشارع وفتحت النار عليها اعتقاداً منها أن متشددين يستقلونها.

### ردود الفعل
- الأمم المتحدة: أدان الأمين العام للأمم المتحدة أنطونيو غوتيريس اغتيال وزير الأشغال العامة والإسكان الصومالي عباس عبد الله سراج في العاصمة مقديشو.[5]